# 대한민국의 사범대학
대한민국의 사범대학(師範大學, teacher's college)은 중등교원을 양성하는 대학을 가리킨다. 4년의 수업 연한을 가지고 있으며 대학교의 단과대학으로 설치되는 것이 보통이나, 한국교원대학교의 경우와 같이 독립된 대학으로 설치되기도 하고 경성대학교 윤리교육과처럼 일반대학의 사범계 학과로 설치되기도 한다. 사범대학은 교육자로서의 확고한 가치관과 건전한 교직윤리를 갖추도록 하며, 교육의 이념과 그 구체적 실천방법을 체득하게 하고, 교육자로서의 자질과 역량을 전 생애에 걸쳐 스스로 신장시켜 나가기 위한 기초를 확립하게 하는 것을 목적으로 한다(고등교육법 제44조).
사범대학은 재학생의 현장 연구 및 실습을 위해 부설 교육기관을 두는 것이 보통이다(고등교육법 제45조). 특히 중 · 고등학교를 설치하는데, 특별한 사정이 있는 경우에는 국·공·사립의 중·고등학교를 대용할 수 있도록 하고 있다. 특히 국립 사범대학의 경우 특수학급을 반드시 설치해야 한다.

## 교육과정
사범대학은 학문의 연구를 주 목적으로 하는 일반대학과는 다르게 교원양성을 목적으로 하는 대학이다. 따라서 그 교육과정도 일반대학과는 다른 부분이 있으며, 학문의 연구가 목적이 아니므로 학과의 명칭도 ○○학과(學科)가 아니라 ○○교육과(敎育科)로 개설되는 것이 특징이라 할 수 있다.
사범대학의 교육과정은 일반적으로 전공과목과 교직과목을 함께 이수하도록 되어 있다. 이 중 '전공과목'은 일반대학의 과정과 유사한 부분도 있으나 대개 전공 분야에 교육론을 포함한 방식으로 학습하게 된다. 가령 국어교육의 경우 문학 자체를 공부하는 국어국문학과와는 달리 문학과 함께 문학을 교수하는 방법까지 연구하게 되는데, 이렇게 교육론을 가르치는 것이 일반대학과의 가장 큰 차이점이라 할 수 있다. 교원자격증을 받기 위해 필요한 전공학점은 42학점 이상으로 규정하고 있다.

### 교직과목
교직과목의 경우 교사로 진출하였을 때에 필요한 교육학의 부분은 다음과 같다.
- 교육학개론
- 교육철학 및 교육사
- 교육과정
- 교육평가
- 교육방법 및 교육공학
- 교육심리
- 교육사회
- 교육행정 및 교육경영

사범대학에는 필히 개설되어 사범대학의 재학생들이 자동으로 이수할 수 있게 되어 있으며, 일반대학의 경우에도 교직과정이라는 이름으로 설치된 경우가 있어 원하는 학생은 별도의 자격을 검정하여 이수할 수 있도록 하고 있다. 교직과목은 교직이론 / 교직소양 / 교육실습 / 교과교육으로 구성되는데 교직이론(12학점)에서는 교육이론과 관련된 과목들을, 교과교육에서는 교과교육론과 교과교재연구및지도법 등의 과목을 이수한다. 교육실습(4학점)은 실제 현장에서 실습을 거친 뒤 현장 교사의 평가를 받도록 되어 있다. 교과교육을 제외하고 총점 22학점 이상을 이수하도록 규정하고 있다.
본 전공 외에 다른 전공을 함께 이수하는 복수전공이나 부전공, 다전공의 경우에는 규정된 각 전공 학점을 이수하고 교직과목 중 교과교육론과 교과교재연구및지도법 과목을 전공별로 이수하면 각 과목의 교원자격이 주어진다. 부전공의 경우에는 “전공(부전공)”의 형식으로 표기되고 복수전공과 다전공의 경우에는 각 전공의 자격증이 따로 부여된다.

## 현황
대한민국의 사범대학은 일부 대학에 설치되어 있다. 2017년을 기준으로 사범대학 46개, 일반대학의 교육과 15개, 총 61개가 있으며, 일반 대학의 교직과정은 149개의 대학이 있다.
교직과정만 설치되었거나, 사범계 학과(교육과)가 설치된 경우도 있으나 제외하고 단과대학이 설치된 경우만 제시한다.
- 수도권 소재 대학(서울특별시, 인천광역시, 경기도)

국립 - 서울대 / 인천대
사립 - 강남대 / 건국대 / 고려대 / 단국대 / 동국대 / 상명대 / 성결대 / 성균관대 / 성신여대 / 이화여대 / 인하대 / 중앙대 / 한국외대 / 한양대 / 홍익대
- 강원권 소재 대학(강원특별자치도)

국립 - 강원대
사립 - 가톨릭관동대
- 충북권 소재 대학(충청북도, 세종특별자치시)

국립 - 충북대 / 한국교원대
사립 - 서원대 / 청주대
- 충남권 소재 대학(충청남도, 대전광역시)

국립 - 국립공주대 / 충남대
사립 - 목원대 / 한남대
- 전북권 소재 대학(전북특별자치도)

국립 - 전북대
사립 - 우석대 / 원광대 / 전주대
- 전남권 소재 대학(전라남도, 광주광역시)

국립 - 국립목포대 / 국립순천대 / 전남대
사립 - 조선대
- 경북권 소재 대학(경상북도, 대구광역시)

국립 - 경북대 / 국립경국대
사립 - 계명대 / 대구가톨릭대 / 대구대 / 영남대
- 경남권 소재 대학(경상남도, 부산광역시, 울산광역시)

국립 - 경상대 / 부산대
사립 - 경남대 / 신라대
- 제주권 소재 대학(제주특별자치도)

국립 - 제주대
사립 - 없음

## 같이 보기
- 사범대학
- 교육대학교
- 교직과정
- 교육실습
- 교원양성제도